# Poldnevnik
Poldnevniki ali meridiani so navidezne polovice krožnic na Zemljini površini, ki povezujejo severni in južni tečaj. Najpomembnejša poldnevnika sta ničelni (nič stopinj; splošno sprejet ničelni poldnevnik je greenwiški poldnevnik, ki poteka skozi londonski Greenwich), ter stoosemdeseti, ki ga imenujemo tudi datumska meja.
Na nekaterih kartografskih projekcijah so poldnevniki vzporedne ravne črte.
Pravokotno na poldnevnike ležijo vzporedniki, med katerimi je najpomembnejši ekvator.

## Zemljepisna (geografska) dolžina
- Zemljepisna dolžina – je oddaljenost nekega kraja vzhodno ali zahodno od začetnega poldnevnika za največ 180 stopinj.